# سوکولنیکی، اوبلاست تولا
شهر سوکولنیکی، اوبلاست تولا (به روسی: Сокольники) در کشور روسیه و در اوبلاست تولا واقع شده‌است.